# Bystry (powiat giżycki)
Bystry (niem. Biestern) – duża osada w Polsce położona na Mazurach, w województwie warmińsko-mazurskim, w powiecie giżyckim, w gminie Giżycko, przy drodze krajowej nr 63. 
W latach 1975–1998 miejscowość należała administracyjnie do województwa suwalskiego. Miejscowość jest byłym osiedlem dla pracowników pobliskiego PGR-u i SKR-u Bystry. Sąsiedztwo graniczącego z nią Giżycka powoduje praktycznie coraz szybsze przekształcanie się miejscowości w południowo-wschodnie przedmieście tego miasta.